# Liste der Kunstwerke im öffentlichen Raum in Linz-Spallerhof
Diese Liste der Kunstwerke im öffentlichen Raum in Linz-Spallerhof enthält die vom Archiv der Stadt Linz gelisteten Kunstwerke im öffentlichen Raum im Stadtteil Spallerhof.
Denkmäler, profane Skulpturen und Plastiken, sakrale Kleindenkmäler, Brunnen, Gedenktafeln oder Kunst am Bau wurden in die Listen aufgenommen, sofern sie dauerhaft installiert und vom Archiv der Stadt Linz als Kunst im öffentlichen Raum (Public Art) verzeichnet und mit einer eindeutigen Identifikationsnummer (ID) ausgestattet sind.

## Kunstwerke
| Foto |                 | Name                                                  | Typ          | Standort                                   | Künstler             | Datierung | Beschreibung | Metadaten |
| ---- | --------------- | ----------------------------------------------------- | ------------ | ------------------------------------------ | -------------------- | --------- | --- | --------- |
| BW   | Datei hochladen | Mariengrotte des ehem. Lagers 65 ID: 2162             | Kleindenkmal | Einsteinstraße Standort                    |                      | 1955      | Das aus Granitquadern bestehende, rundbogige Marterl ist mit einem Eisengitter verschlossen und enthält eine Lourdes-Madonna. Es befand sich ursprünglich beim Eingang zum Barackenlager 65, es wurde von den Donauschwaben errichtet, die dort vorübergehend eine neue Heimstätte gefunden hatten. |           |
| BW   | Datei hochladen | Jubiläumsbrunnen Einkaufszentrum Niedernhart ID: 1151 | Brunnen      | Einsteinstraße Standort                    | Irmgard Schaumberger | 1990      | Nahe der überdachten Mitte des Einkaufszentrums Niedernhart, wo vom Errichter WAG ursprünglich ein kleiner anonymer Brunnen angelegt worden war, wurde 1990 eine Neuschöpfung der steiermärkischen Künstlerin Irmgard Schaumberger aufgestellt. Der Brunnen ist eindeutig und schlicht als „Wassertor“ zu identifizieren: Eine Bronzesäule, die sich in drei Meter Höhe wieder zur Erde zurückneigt. Der Bogen kann trockenen Fußes durchschritten werden, rechts und links rieselt Wasser aus den Säulen, umgibt sie ganz und rinnt bodenwärts. |           |
| BW   | Datei hochladen | Vier Elemente ID: 2161                                | Kunst am Bau | Muldenstraße 31 Standort                   |                      |           | |           |
| BW   | Datei hochladen | Brunnen Siedlung Scharlinz ID: 1712                   | Brunnen      | Spaunstraße 52-66 Standort                 |                      |           | Der in den 1990er Jahren geschaffene Brunnen besitzt ein rundes Steinbecken und einen kugelbekrönten Brunnenstock. |           |
| BW   | Datei hochladen | Brunnen Schmuckhof Scharlinz ID: 1643                 | Brunnen      | Spaunstraße 74-100 Standort                |                      |           | Der Brunnen besitzt ein halbkugelförmiges Steinbecken und kugelbekröntem Brunnenstock. |           |
| ja   | Datei hochladen | Das Herz der Linz AG ID: 2289                         | Kleindenkmal | Wiener Straße 115 / Fichtenstraße Standort | Christof Cremer      | 2008      | 2008 schuf Christof Cremer zum 150-jährigen Bestehen der Linz AG „Das Herz der Linz AG“ – zehn etwa drei Meter große Herzen, deren Gestaltung jeweils einen Bereich der Linz AG symbolisiert (150 Jahre Erdgas, 133 Jahre Abwasser, 126 Jahre Abfall, 117 Jahre Wasser, 114 Jahre Hafen, 111 Jahre Linien, 111 Jahre Strom, 85 Jahre Bestattung, 79 Jahre Bäder und 38 Jahre Fernwärme). |           |